# Esencial (álbum de Ricky Martin)
Esencial é um álbum de grandes sucessos do cantor porto-riquenho Ricky Martin, lançado pela Legacy Recordings em 6 de julho de 2018.
Entre 14 de agosto de 2018 e 1º de setembro de 2018, Martin fez uma turnê pela Espanha, que incluiu 10 shows em diferentes cidades, tais como Tarragona, Fuengirola, Santiago de Compostela, Sant Feliu de Guíxols, Benidorm, San Bartolomé de Tirajana, San Sebastián e Córdoba. Mais tarde, entre 4 de setembro de 2018 e 9 de setembro de 2018, ele também deu shows na Hungria, Polônia e República Tcheca.
Para coincidir com a turnê de Martin, a Legacy Recordings, selo da gravadora Sony Music, resolveu lançar uma compilação com vários de seus sucessos. O lançamento ocorreu apenas na Espanha e em Portugal. A lista de faixas contém a maioria de seus sucessos, incluindo os que eram mais recentes, "Vente Pa' Ca", com a participação do cantor colombiano Maluma e "La Mordidita" com Yotuel.
O CD é duplo, traz 30 canções e inclui principalmente os sucessos de Martin em espanhol, como os clássicos "María", "La Copa de la Vida" e "Livin' la Vida Loca". As faixas animadas e dançantes foram colocadas no primeiro disco, ao passo que as baladas são incluídas no segundo.
Comercialmente, a compilação tornou-se um êxito. Nas paradas de sucesso portuguesa (AFP) e espanhola (Promusicae) atingiu as posições de pico nos números 23 e 62, respectivamente.

## Lista de faixas
- Créditos adaptados do encarte de Esencial.[9]
| Disc one |                                             |                         |         |  |
| N.º      | Título                                      | Album                   | Duração |  |
| 1.       | "Vente Pa' Ca" (participação de Maluma)     | Non-album single        | 4:19    |  |
| 2.       | "La Mordidita" (participação de Yotuel)     | A Quien Quiera Escuchar | 3:29    |  |
| 3.       | "Jaleo" (Spanish Version)                   | Almas del Silencio      | 3:41    |  |
| 4.       | "María" (Spanglish Radio Edit)              | A Medio Vivir           | 3:59    |  |
| 5.       | "La Copa de la Vida" (Spanglish Radio Edit) | Vuelve                  | 4:37    |  |
| 6.       | "Pégate" (Radio Edit)                       | MTV Unplugged           | 3:10    |  |
| 7.       | "La Bomba"                                  | Vuelve                  | 4:34    |  |
| 8.       | "Lola, Lola"                                | Vuelve                  | 4:45    |  |
| 9.       | "Livin' la Vida Loca" (Spanish Version)     | Ricky Martin            | 4:02    |  |
| 10.      | "Shake Your Bon-Bon"                        | Ricky Martin            | 3:11    |  |
| 11.      | "She Bangs" (Spanish Version)               | Sound Loaded            | 4:34    |  |
| 12.      | "Dame Más"                                  | Sound Loaded            | 3:52    |  |
| 13.      | "Adiós"                                     | A Quien Quiera Escuchar | 3:59    |  |
| 14.      | "Déjate Llevar"                             | Life                    | 3:33    |  |
| 15.      | "Más"                                       | Música + Alma + Sexo    | 4:10    |  |
| Disc two |                                                           |                      |         |  |
| N.º      | Título                                                    | Album                | Duração |  |
| 1.       | "Lo Mejor de Mi Vida Eres Tú" (featuring Natalia Jiménez) | Música + Alma + Sexo | 3:36    |  |
| 2.       | "Tu Recuerdo" (participação de La Mari e Tommy Torres)    | MTV Unplugged        | 4:07    |  |
| 3.       | "Y Todo Queda en Nada"                                    | Almas del Silencio   | 4:36    |  |
| 4.       | "Tal Vez"                                                 | Almas del Silencio   | 4:38    |  |
| 5.       | "Bella"                                                   | Ricky Martin         | 4:54    |  |
| 6.       | "No Importa la Distancia" (da trilha sonora de Hércules)  | Vuelve               | 4:51    |  |
| 7.       | "Asignatura Pendiente"                                    | Almas del Silencio   | 3:55    |  |
| 8.       | "Vuelve"                                                  | Vuelve               | 5:07    |  |
| 9.       | "Somos la Semilla"                                        | A Medio Vivir        | 3:52    |  |
| 10.      | "Perdido Sin Ti"                                          | Vuelve               | 4:10    |  |
| 11.      | "Te Extraño, Te Olvido, Te Amo"                           | A Medio Vivir        | 4:38    |  |
| 12.      | "A Medio Vivir"                                           | A Medio Vivir        | 4:41    |  |
| 13.      | "Fuego de Noche, Nieve de Día"                            | A Medio Vivir        | 5:34    |  |
| 14.      | "El Amor de Mi Vida"                                      | Ricky Martin (1991)  | 3:56    |  |
| 15.      | "Fuego Contra Fuego"                                      | Ricky Martin (1991)  | 4:28    |  |

## Tabelas

### Tabelas semanais
| Tabela musical (2018) | Melhor posição |
| --------------------- | -------------- |
| Espanha (PROMUSICAE)  | 62             |
| Portugal (AFP)        | 23             |

## Histórico de lançamento
| Região  | Data               | Gravadora | Formato | Catálogo    | Refs.  |
| ------- | ------------------ | --------- | ------- | ----------- | ------ |
| Espanha | 6 de julho de 2018 | Legacy    | CD      | 19075853592 | [ 10 ] |